# Ostrów Mazowiecka
Ostrów Mazowiecka é um município da Polônia, na voivodia da Mazóvia e no condado de Ostrów Mazowiecka. Estende-se por uma área de 22,09 km², com 22 656 habitantes, segundo os censos de 2017, com uma densidade de 1 017,3 hab/km².